# Луїс Рамірес Сапата
Луїс Рамірес Сапата (ісп. Luis Ramírez Zapata, нар. 6 січня 1954, Сан-Сальвадор) — сальвадорський футболіст, що грав на позиції нападника. По завершенні ігрової кар'єри — тренер.
Виступав, зокрема, за клуби «Агіла» та «Пуебла», а також національну збірну Сальвадору.

## Клубна кар'єра
У дорослому футболі дебютував 1971 року виступами за команду «Агіла», в якій провів шість сезонів і двічі вигравав чемпіонат Сальвадору в 1972 і 1976 роках, а також і Кубок чемпіонів КОНКАКАФ 1976 року.
Згодом з 1977 року Сапата виступав за кордоном, граючи за костагиканський «Картагінес», мексиканську «Пуеблу» та гондураське «Депортіво Платенсе».
1980 року повернувшись до «Агіли», Сапата з командою із Сан-Мігеля за наступні вісім сезонів своєї ігрової кар'єри ще двічі виграв чемпіонат Сальвадору.
У сезоні 1990 року Сапата виступав у США за «Вашингтон Дипломатс» з APSL, а завершив ігрову кар'єру на батьківщині у команді «Вашингтон Дипломатс», за яку виступав протягом 1991—1992 років.

## Виступи за збірну
1971 року дебютував в офіційних матчах у складі національної збірної Сальвадору.
У складі збірної був учасником чемпіонату світу 1982 року в Іспанії. Сапата зіграв на турнірі у всіх трьох матчах своєї команди. При цьому у першій грі проти збірної Угорщини він вийшов на заміну на 27-й хвилині замість півзахисника Хосе Ругамаса за рахунку 0:3 на користь суперників. Гра в підсумку закінчилася з рекордним для фінальних стадій чемпіонатів світу рахунком 10:1, а Рамірес забив єдиний м'яч центральноамериканців у тій грі. Наступні дві гри проти бельгійців та діючих на той момент чемпіонів світу аргентинців сальвадорці програли не забиваючи голів, в результаті чого Сапата і донині залишається єдиним гравцем збірної, який забив гол у фінальних стадіях чемпіонатів світу.
Загалом протягом кар'єри у національній команді, яка тривала 19 років, провів у її формі 58 матчів, забивши 16 голів.

## Кар'єра тренера
2007 року очолив тренерський штаб клубу «Агіла», але незабаром покинув посаду. Протягом тренерської кар'єри також очолював сальвадорські команди «Атлетіко Бальбоа» та АДІ.

## Досягнення
- Чемпіон Сальвадору (5): 1972, 1975/76, 1976/77, 1983, 1987/88
- Володар Кубка чемпіонів КОНКАКАФ (1): 1976
- Бронзовий призер Чемпіонату націй КОНКАКАФ: 1977